# 恋はパッション
「恋はパッション」（こいはパッション）は、日本のコーラス・グループであるEVEが1987年2月26日にリリースした1枚目のシングルである。

## 概要
日本のコーラス・グループであるEVEが、1976年にアップルズ名義でリリースされた「ひげのおまわりさん」以来約11年ぶりのシングル。
「恋はパッション」は、'87 浅田飴 パッション CFソングに起用された。
カップリングの「TRA-LA-LA」は、'87 丸井 赤いカード CFソングに起用された。
1990年のアルバム『EVE』では、両曲とも日本語バージョンを収録している。

## 収録曲
| 全編曲: Mark Davis。 |                    |                |            |      |
| #                    | タイトル           | 作詞           | 作曲       | 時間 |
| 1.                   | 「恋はパッション」 | Brian Richy    | 作曲研究所 | 4:23 |
| 2.                   | 「TRA-LA-LA」      | Clara & Lilika | Mark Davis | 4:24 |
| 合計時間:            | 合計時間:          | 合計時間:      | 合計時間:  | 8:47 |

## カバー
| アーティスト   | 収録作品        | 発売日         | タイトル         | 備考           |
| 恋はパッション | 恋はパッション  | 恋はパッション | 恋はパッション   | 恋はパッション |
| -------------- | --------------- | -------------- | ---------------- | -------------- |
| Dream          | 『dream world』 | 2003年2月26日  | 「Passion」      |                |
| 西遊妹妹       | 『Chai Dance!』 | 2006年6月28日  | 「My China Boy」 |                |